# 뉴욕 세 남자와 아기
《뉴욕 세 남자와 아기》(영어: Three Men and a Baby)는 미국에서 제작된 레너드 니모이 감독의 1987년 코미디 영화이다. 1985년 프랑스 영화 《세 남자와 아기 바구니》가 원작이다. 톰 셀릭, 스티브 구튼버그, 테드 댄슨이 제목의 세 남자 역으로 출연하고, 테드 필드 등이 제작에 참여하였다.
이 영화는 《위험한 정사》를 앞지르며 1987년 미국 최고의 박스 오피스 히트작이 되었으며 북미에서만 1억 6,700만 달러의 흥행 수익을 거두었다. 1988년 피플스 초이스상에서 가장 좋아하는 코미디 영화(Favorite Comedy Motion Picture) 부문을 수상했다.
스티브 구튼버그는 이 영화에 출연하기 위해서 폴리스 아카데미 시리즈에서 이탈했다.
1990년 속편 《세 남자와 아기 2》가 나왔다.

## 출연
- 톰 셀릭
- 스티브 구튼버그
- 테드 댄슨
- 마거릿 콜린
- 설레스트 홈
- 낸시 트래비스
- 폴 길포일
- 필립 보스코
- 신시아 해리스

## 기타 제작진
- 공동제작: 에드워드 티츠
- 미술: 피터 S. 라킨

## 우리말 녹음
KBS 성우진 (1992년 9월 10일)
- 장광 - 피터(톰 셀릭)
- 오세홍 - 마이클(스티브 구튼버그)
- 장세준 - 잭(테드 댄슨)
- 안경진 - 리베카(마거릿 콜린)
- 온영삼
- 박은숙
- 홍경화
- 임은정
- 이연희
- 강구한
- 유동현
- 임성표
- 정옥주
- 박홍식
- 차명화